# Matilde Herrera
Matilde Herrera (Buenos Aires, 1931- ibíd., 1990) fue una periodista, escritora y poeta argentina, destacada militante contra el autodenominado Proceso de Reorganización Nacional que gobernó el país entre 1974 y 1983. Fue una de las Abuelas de Plaza de Mayo, en donde colaboró personalmente con la recuperación de dos nietos que habían sido apropiados.

## Biografía
Herrera contrajo matrimonio con Rafael Beláustegui, con quien tuvo tres hijos. Luego de su divorcio, volvió a casarse, esta vez con el artista Roberto Aizenberg. Comenzó a trabajar de periodista de 1962, tarea que desempeñó hasta su muerte. Durante la época del terrorismo de Estado en Argentina, sus tres hijos, José, Valeria y Martín, y sus respectivos cónyuges -militantes del Ejército Revolucionario del Pueblo- fueron secuestrados por las Fuerzas Armadas. Su hija Valeria y la pareja de su hijo menor Martín --llamada Cristina-- estaban embarazadas al momento de ser secuestradas. Matilde Herrera no perdió a los nietos ya nacidos de Valeria y José: Tania (primera hija de Valeria y Pepe, que rondaba el año) y Antonio (hijo de José y Electra), ya que estos niños fueron dejados en comisarías y hospitales por las fuerzas paramilitares luego del secuestro de sus respectivos padres.
En 1977, Herrera se exilió en París junto con su esposo, donde fundó la Comisión de Familiares de Desaparecidos, junto con Claudia Lareu, Diana Cruces y otros militantes. En 1981 se trasladaron a Tarquinia, Italia. Regresó a Argentina en 1983, una vez terminada la dictadura militar. Falleció siete años después, en 1990, de cáncer.

## Homenajes

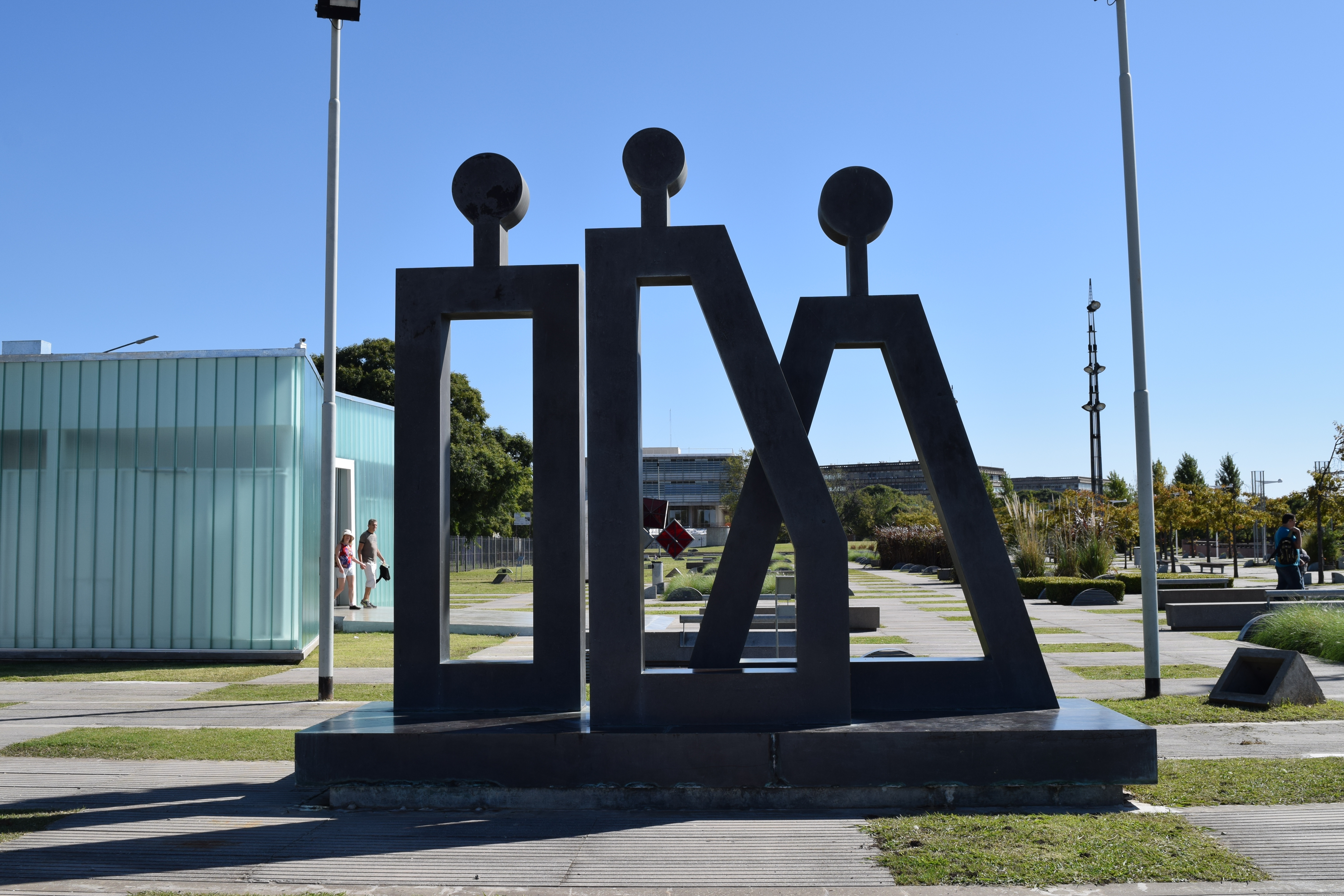
Sin título de Roberto Aizenberg

Fue homenajeada en 2002 por la Legislatura de la Ciudad de Buenos Aires, junto a otras diecisiete mujeres argentinas destacadas del siglo XX, entre las que se encontraban Evita Perón y Alicia Moreau de Justo. La Comisión de Mujer, Infancia, Adolescencia y Juventud fue quien seleccionó a las mujeres homenajeadas.
En el acto correspondiente al 24 de marzo de 2010, la actriz Florencia Peña leyó en la Escuela de Mecánica de la Armada, uno de los principales centros de detención clandestinos durante la dictadura militar, un poema de Matilde Herrera, "Seremos libres".
En el Parque de la Memoria, en la Ciudad de Buenos Aires, se erige una escultura hecha por Roberto Aizenberg (Sin título) en honor a los tres hijos desaparecidos de Matilde: Martín, José y Valeria. En la escultura se muestran los contornos de tres figuras geométricas sin rostros que representan a todos los jóvenes desaparecidos durante la dictadura militar.

## Obras
- Vos también lloraste. Ed. Libros de tierra firme, Bs. As., 1986, 62 pp. Con prólogo de Horacio Verbitsky[12][13]
- José (1987). Reedición Lulu.com, 2009, 447 pp. ISBN 0557041244, ISBN 9780557041244[14][15]
- Identidad, despojo y restitución. Bs. As., 1990. En coautoría con Ernesto Tenembaum.